# Gustave Rumbelsperger
Gustave Rumbelsperger (Salins-les-Bains, Jura, Primeiro Império Francês, 5 de agosto de 1817 – Flamengo, Rio de Janeiro, Brasil, 25 de outubro de 1892) foi um naturalista e engenheiro francês que se naturalizou brasileiro e teve papel significativo na fundação da colônia Teresa Cristina além de participar de expedições pelo rio Ivaí. 
Foi um amigo e/ou conhecido de Dom Pedro II, Ladislau Netto, Luís Filipe de Saldanha da Gama e do Dr. Jean Maurice Faivre.

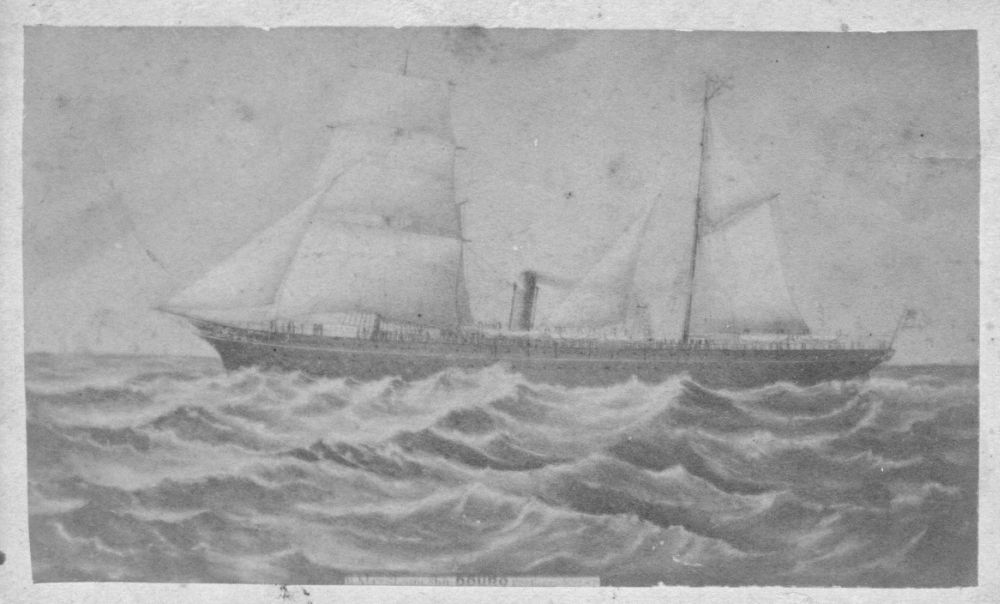
Pintura da Corveta "Parnahyba", utilizada na Expedição.

## Sobre
Estudou em Chalon-sur-Marne, onde havia uma instituição conhecida como "Ecole Impériale des Arts et Métiers", criada por Napoleão para ensinar fundamentos de engenharia. Em 1834, aos 17 anos, emigrou para o Brasil, estabelecendo-se em Belo Horizonte (na época chamada "Cidade de Minas"). Posteriormente, mudou-se para a Filadélfia, nos Estados Unidos, onde concluiu seus estudos. Ao retornar ao Brasil, fixou-se no Rio de Janeiro e prestou serviços ao Arsenal de Marinha, colaborando na produção de um mapa da província do Rio de Janeiro em 1840.
Em 1847, Rumbelsperger participou do planejamento da colônia agrícola Teresa Cristina, localizada no Paraná, uma iniciativa liderada pelo médico Jean Maurice Faivre. A colônia tinha como objetivo estabelecer 87 famílias de imigrantes franceses, baseando-se em ideais humanitários inspirados nas teorias socialistas de Charles Fourier. Com o apoio do imperador Pedro II, a colônia implementou um sistema cooperativo pioneiro no Brasil. 
Após a morte de Faivre em 1858, Rumbelsperger assumiu a liderança da colônia até 1870, quando solicitou sua demissão. Durante esse período, manteve contato frequente com o Museu Nacional do Rio de Janeiro, demonstrando interesse pelas ciências naturais. Em 1864, ele liderou uma expedição pelo rio Ivaí a pedido do presidente da província do Paraná, explorando a região desde a colônia Teresa Cristina até a desembocadura do rio no Paraná, apresentando um relatório sobre a navegabilidade do rio.
Embora suas contribuições para a fauna e flora locais não sejam detalhadas nos registros, Rumbelsperger é descrito como um colaborador em estudos zoológicos e foi contratado pelo Museu Nacional como naturalista-viajante em 1884. 
As contribuições de Rumbelsperger também foram relevantes no campo artístico, especialmente no Paraná. Embora seus conhecimentos artísticos estivessem limitados ao campo da engenharia, ele produziu diversas ilustrações durante sua permanência na região, como a aquarela "Salto de Ubá" (1850), que retratava paisagens locais. Ele também enviava desenhos de animais e plantas ao Rio de Janeiro, destinados ao acervo da corte. Apesar de muitos desses trabalhos terem se perdido, são mencionados em sua correspondência, sugerindo que sua arte desempenhou um papel importante na documentação visual da fauna e flora do Brasil imperial.

Depois de deixar o Paraná, Rumbelsperger continuou sua carreira como pesquisador no Rio de Janeiro, participando de expedições científicas com outros estudiosos, como Luis Cruls. Entre 1884 e 1889, junto com seu irmão Ernesto, conduziu explorações arqueológicas na Amazônia, incluindo a ilha de Marajó e Santarém, sob a orientação de Ferreira Penna.